# Assembleia Parlamentar das Nações Unidas

Bandeira proposta para a APNU

A Assembleia Parlamentar das Nações Unidas (UNPA) é um órgão parlamentar proposto dentro do sistema das Nações Unidas (ONU).
A Campanha por uma Assembleia Parlamentar das Nações Unidas (CUNPA) foi formada em 2007 pela Democracia sem Fronteiras (anteriormente Comitê para uma ONU Democrática). A campanha é composta por uma rede global de parlamentares, organizações não governamentais e acadêmicos que defendem que representantes eleitos, em vez de apenas estados, desempenhem um papel direto e influente na formulação da política global. Desde a sua formação, a CUNPA tem defendido a implementação de tal assembleia. Em junho de 2017, a campanha recebeu o apoio de mais de 1 600 membros do parlamento de mais de 100 países em todo o mundo.

## História
A ideia de um parlamento da ONU já existia quando as Nações Unidas foram fundadas em 1945, mas não foi defendida em maior escala até a década de 1990. Com o avanço da globalização, no entanto, a abordagem tornou-se atual novamente nos últimos anos: os parlamentos nacionais e as ONGs estão tentando fortalecer a participação cidadã e a democracia nas instituições internacionais.

## Visão
Os delegados desta assembleia parlamentar serão enviados pelos parlamentos dos Estados-Membros ou eleitos diretamente pelos cidadãos dos Estados-Membros, consoante a proposta. De acordo com o Artigo 22 da Carta das Nações Unidas, a Assembleia poderia ser estabelecida como um órgão subsidiário por uma decisão da Assembleia Geral da ONU. Uma maioria simples seria suficiente para isso. O estabelecimento como órgão principal também seria possível. No entanto, isso exigiria uma emenda à Carta da ONU. De acordo com o Artigo 108 da Convenção, isso exigiria uma maioria de dois terços na Assembleia Geral da ONU, incluindo o consentimento de todos os cinco poderes de veto da ONU, bem como a ratificação por dois terços dos Estados membros das Nações Unidas.
Seria igualmente concebível constituí-la como uma organização internacional, que estaria ligada às Nações Unidas por um acordo de cooperação. Também se discute a integração da União Interparlamentar, assembleia parlamentar da qual participam delegados de 147 parlamentos, como um "braço parlamentar" nas Nações Unidas. A União Interparlamentar existe desde 1889 e não pode tomar decisões vinculativas. Também não há conexão institucional com a ONU. Desde 2003, no entanto, tem o status de observador na Assembleia Geral da ONU.